# Barbadische Badmintonmeisterschaft 2020
Die Barbadische Badmintonmeisterschaft 2020 fand vom 2. bis zum 5. Februar 2020 in St. Michael statt.

## Medaillengewinner
| Disziplin    | Gold                                    | Silber                                         | Bronze                                               |
| ------------ | --------------------------------------- | ---------------------------------------------- | ---------------------------------------------------- |
| Herreneinzel | Kennie Maarten King                     | Andre Padmore                                  | Damien Ricardo Howell                                |
| Herreneinzel | Kennie Maarten King                     | Andre Padmore                                  | Shae Martin                                          |
| Dameneinzel  | Monyata Amanda Riviera                  | Tamisha Williams                               | Cheyanna Makaila Burnett-Griffith                    |
| Dameneinzel  | Monyata Amanda Riviera                  | Tamisha Williams                               | Sabrina Scott                                        |
| Herrendoppel | Cory Fanus Bradley Michael St. Pilgrim  | Kennie Maarten King Dominick Sonny Scantlebury | James Aaron Godding Keenan Darren Scantlebury        |
| Herrendoppel | Cory Fanus Bradley Michael St. Pilgrim  | Kennie Maarten King Dominick Sonny Scantlebury | Shae Martin Andre Padmore                            |
| Damendoppel  | Monyata Amanda Riviera Tamisha Williams | Shari Latoya Hope Sabrina Scott                | Eboni Abiola Atherley Shania Karrie Forde            |
| Damendoppel  | Monyata Amanda Riviera Tamisha Williams | Shari Latoya Hope Sabrina Scott                | Cheyanna Makaila Burnett-Griffith Mikeila Carrington |
| Mixed        | Andre Padmore Shari Latoya Hope         | Cory Fanus Monyata Amanda Riviera              | Athelstone Fernando Forde Tamisha Williams           |
| Mixed        | Andre Padmore Shari Latoya Hope         | Cory Fanus Monyata Amanda Riviera              | Shae Martin Sabrina Scott                            |